# Kibatalia merrilliana
Kibatalia merrilliana är en oleanderväxtart som beskrevs av R. E. Woodson. Kibatalia merrilliana ingår i släktet Kibatalia och familjen oleanderväxter. Inga underarter finns listade i Catalogue of Life.